# لورين داونز
لورين داونز (بالإنجليزية: Lorraine Downes) هي عارضة نيوزيلندية، ولدت في 12 يونيو 1964 في أوكلاند في نيوزيلندا.